# Nicole Cherry

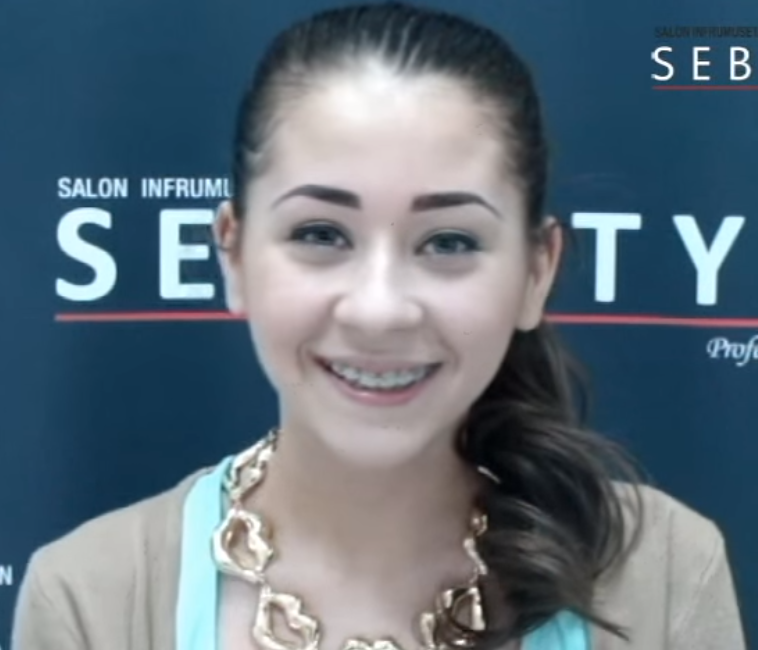
Nicole Cherry (2014)

Nicole Cherry (* 5. Dezember 1998 in Bukarest; bürgerlich Nicoleta Janina Ghinea) ist eine rumänische Pop- und Reggae-Sängerin, die 2013 mit ihrem Song Memories bekannt wurde.

## Leben
Nicole Cherry ist das jüngste Kind von Sorina und George Ghinea. Sie lebt in Bukarest. Ihre Mutter ist Roma, ihr Vater rumänischer Abstammung. Ihre ältere Schwester Carlla ist Make-up-Künstlerin. Cherry spielt in ihrer Freizeit gern Tennis und macht Musik.

## Karriere
Cherry interessierte sich schon früh für Musik und nahm in jüngeren Jahren Gesangs- und Tanzunterricht, später besuchte sie die Dinu-Lipatti-Musikschule in Bukarest. Sie präsentierte ihre Musik u. a. in verschiedenen Wettbewerben, darunter in einem Wettbewerb für Kindertalente beim Fernsehsender Prima TV.
Im Sommer 2013 veröffentlichte Cherry ihre erste Single Memories, die ein Hit in Rumänien wurde und sich auf Platz eins der rumänischen Top-100 platzieren konnte. Das Lied wurde zum meistgespielten Hit des Landes gewählt.
2014 gewann sie den Zu Music Award in der Kategorie „Bester Durchbruchkünstler“. Noch im selben Jahr erschien die Single Vara mea, welche sich ebenfalls in den Romanian Top 100 platzieren konnte.

## Diskografie

### Singles
| Jahr | Titel Album        | Höchstplatzierung, Gesamtwochen, AuszeichnungChartsChartplatzierungen (Jahr, Titel, Album, Platzierungen, Wochen, Auszeichnungen, Anmerkungen) | Anmerkungen                             |
| Jahr | Titel Album        | RO | Anmerkungen                             |
| ---- | ------------------ | --- | --------------------------------------- |
| 2013 | Memories           | RO1 (13 Wo.)RO | Erstveröffentlichung: 4. Mai 2013       |
| 2014 | Phenomeno          | RO88 (… Wo.)RO | Erstveröffentlichung: 21. Februar 2014  |
| 2014 | Vara Mea           | RO11 (… Wo.)RO | Erstveröffentlichung: 19. Juni 2014     |
| 2014 | Fata Naivă         | RO92 (… Wo.)RO | Erstveröffentlichung: 19. November 2014 |
| 2016 | Cuvintele tale     | RO34 (… Wo.)RO | Erstveröffentlichung: 16. Oktober 2016  |
| 2018 | Ceasul             | RO79 (… Wo.)RO | Erstveröffentlichung: 15. Mai 2018      |
| 2018 | Dansează amândoi   | RO40 (… Wo.)RO | Erstveröffentlichung: 23. Oktober 2018  |
| 2021 | Scrie-mi pe suflet | RO10 (2 Wo.)RO | Erstveröffentlichung: 9. Juni 2021      |

Weitere Singles
- 2013: Yes, I Can
- 2013: Never Say Never
- 2014: The World Is Our (feat. David Correy & Monoblanco)
- 2015: Până vine vineri
- 2015: Rezervat (eingespielt von Doddy)
- 2015: Pot eu să te urăsc (feat. Angelo)
- 2015: Vive la vida (feat. Mohombi)
- 2015: Mama noastră
- 2015: Pot eu să te urăsc (eingespielt von Angelo Simonica)
- 2016: Cine iubește
- 2016: Se poartă vara (feat. Connect-R)
- 2017: Uneori
- 2017: Soy como soy (feat. Joey Montana)
- 2018: Grenada (feat. JUNO)
- 2018: S'agapao (feat. Alama & Pacha Man)
- 2018: Esentele (feat. Stefania)
- 2018: Vinovat (feat. Dorian Popa)
- 2019: Pop That
- 2019: Doctore
- 2020: Cine sunt eu?
- 2020: Mă rup
- 2020: Mujer Latina
- 2020: Serenade
- 2020: Atât de Aproape
- 2020: Împreuna de Crăiciun
- 2021: No te sale
- 2021: În derivă
- 2023: Nu Maï Consum

## Auszeichnungen
Gewonnen
Romanian Music Awards
- 2013: in der Kategorie „Best New Act“ für Memories
- 2013: in der Kategorie „Radio 21 Award“